# Bromance
Bromance é uma expressão em língua inglesa (brother + romance = amor de irmãos) utilizada para designar um relacionamento íntimo, não-sexual e romântico, entre dois (ou mais) homens, uma forma de intimidade homossocial. Criado na década de 1990, o termo geralmente se refere à uma relação entre heterossexuais influenciada pelo efeito da segunda onda do feminismo nos Estados Unidos ou por movimentos relacionados em outras partes do mundo.

## Etimologia
"Bromance" é uma "palavra-valise", uma combinação das palavras "brother" ("irmão" em inglês) e "romance". O editor Dave Carnie cunhou o termo na revista sobre skate Big Brother na década de 1990 para se referir especificamente ao tipo de relações que se desenvolvem entre os skatistas que despendem muito tempo juntos. (como observado em vários "casais" famosos, Adrian e Victor, Nicolas Cage e Johnny Depp, Lucas e Ricardo, etc..)

## Especificações

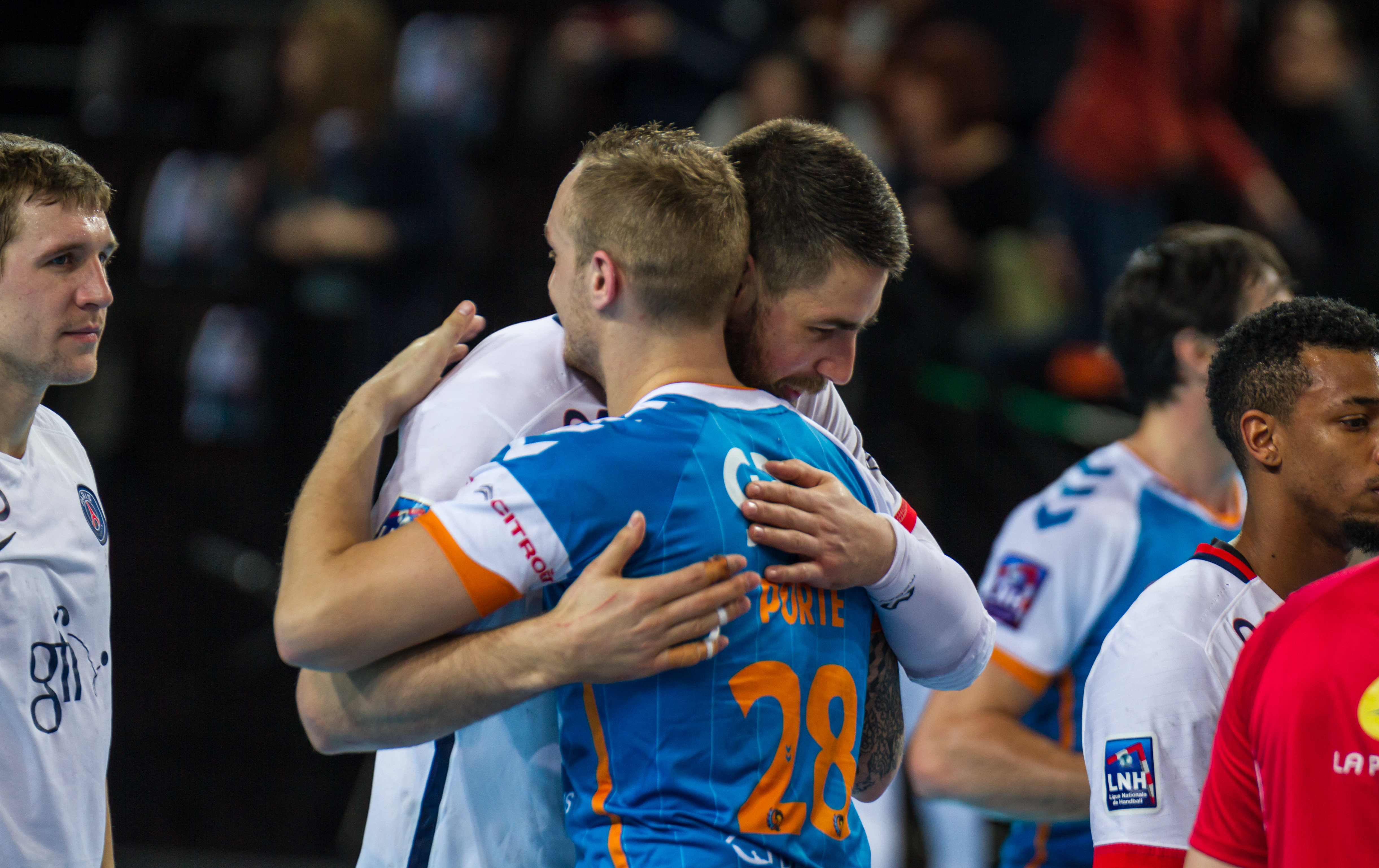
Abraço na França

A natureza moderna e as circunstâncias do bromance é o que o separa das práticas homossociais mais gerais das amizades românticas históricas. A descrição clássica de Aristóteles para a amizade muitas vezes é tomada como o protótipo do bromance. Ele escreveu em cerca de 300 a.C: "É daqueles que desejam o bem dos seus amigos por causa dos amigos que são mais verdadeiramente amigos, porque cada um ama o outro pelo que ele é, e não por qualquer qualidade incidental". São inúmeros os exemplos famosos de intensa amizade entre homens durante a maior parte da história do Ocidente e tais relações foram igualmente comuns. Há especulações de que no final do século XIX o freudismo e o aumento da visibilidade homossexual levaram os homens heterossexuais a evitar manifestações de afeto intenso.
No início do século XIX, também era comum a amizade íntima masculina com o contato físico nos Estados Unidos, como ilustrado nas fotos do livro "Amigos do Seio: Uma História Fotográfica do Afeto Masculino". Continuou assim, até a década de 1950. De fato, na segunda metade do século XX, a companhia masculina próxima se tornou mais tabu, por causa de amálgamas entre amizade masculina e homossexualidade.

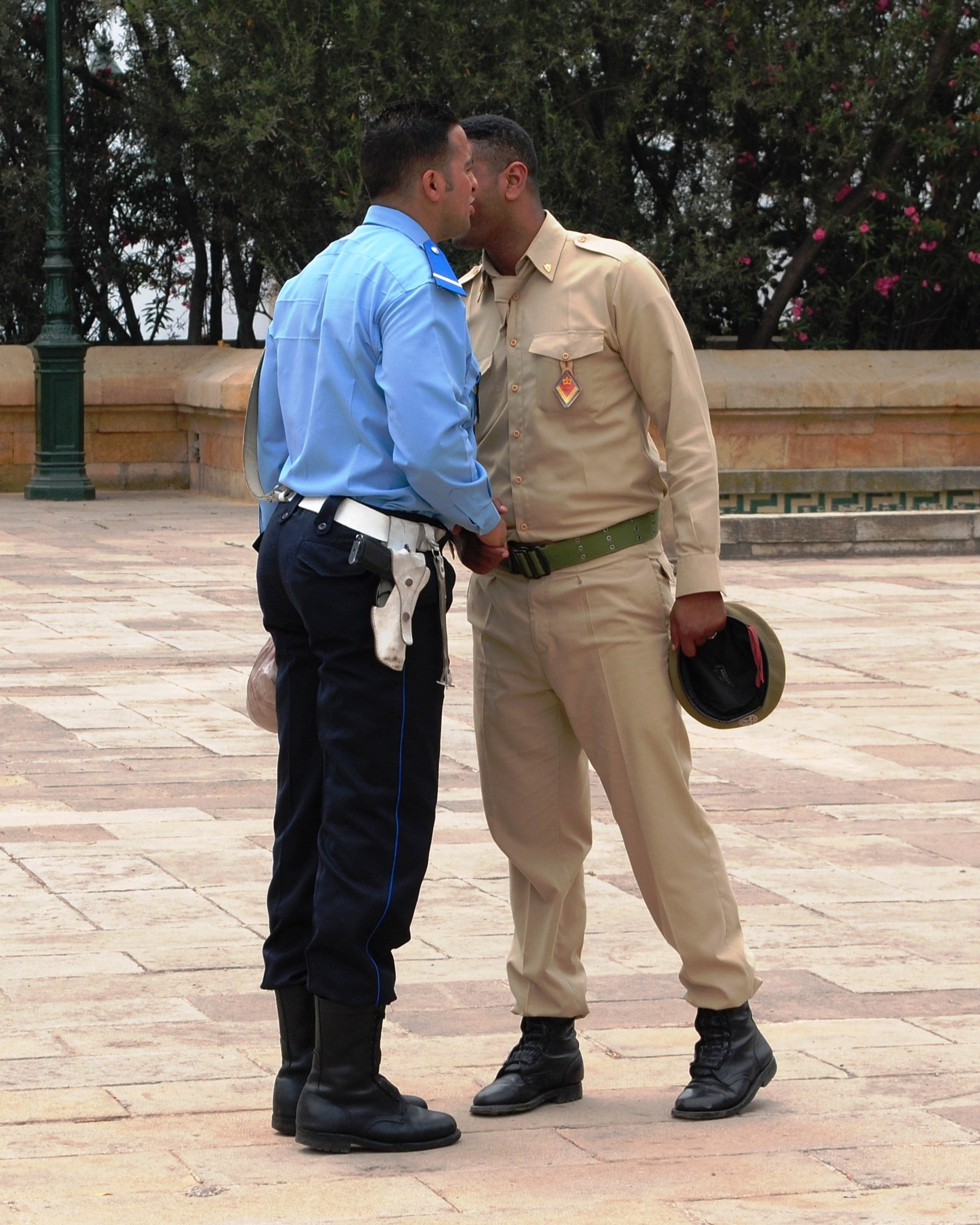
Bromance em Marrocos

Pesquisas sobre a amizade e a masculinidade concluíram que os homens das as gerações recentes, criados por mães feministas na década de 1970, são emocionalmente mais abertos e mais expressivos.Há também uma menor preocupação entre os homens quanto à noção de serem identificados como homossexuais e assim estão mais confortáveis em explorar amizades mais profundas com outros homens. Um pesquisa feita nos Estados Unidos sugere que a tendência de rejeitar as "visões tradicionais de masculinidade" é mais prevalecente entre os homens de ascendência européia e mais baixa em pessoas com ascendência africana, com os de ascendência hispânica entre um e outro. Além disso, verificou-se que os homens que apoiam fortemente as "visões tradicionais de masculinidade" são mais propensos a alexitimia (dificuldade de entender ou identificar-se com emoções).
Outro fator a influenciar o bromance, acredita-se, é que os homens estão se casando mais tarde. De acordo com um estudo de 2007 realizado pela Universidade Rutgers, Projeto Nacional do Casamento (National Marriage Project), a idade média do primeiro casamento de um homem é de 27 anos, contra 23 em 1960. Verificou-se também que os homens com maior escolaridade estão esperando até seus 30 anos para se casar. A pressão financeira de permanecer solteiros pode levar os homens a tornarem-se companheiros de quarto por longos períodos, promovendo o bromance.
Também pode-se notar que muitas culturas que têm tendências comunitárias ou padrões sociais comunais não apresentam sinais evidentes do fenômeno bromance. Os grupos que podem ter visões tradicionais dos homens ou da masculinidade também têm pontos em relações fraternas que expressam uma ligação homem-a-homem. Exemplos incluem conceitos latino-americanos e africanos de fraternidade e de não-parentes, sendo considerada a família ou os responsáveis. O bromance também pode se desenvolver em culturas ou configurações que podem não apresentar essas características. Este poderia ser um fator entre aqueles de ascendência européia que exibem relações de bromance. Serem criados em lares onde os laços são mais destacados pode servir como um fator no desenvolvimento de bromances. Existem algumas culturas em que os homens se beijam abertamente em expressões não-sexuais (apesar dos tradicionais estigmas do sexo masculino), mas as culturas com altas taxas de bromance seriam menos tolerantes ao beijo entre homens por causa do estigma homossexual.

## Gestos de carinho
De acordo com estudos britânicos de 2010 e 2014, em uma relação de bromance, jovens estudantes heterossexuais do sexo masculino compartilham abraços e beijos nos lábios.

## Bromances entre celebridades e na ficção
Uma série de celebridades tem se envolvido em bromances com companheiros famosos. Exemplos incluem os jogadores espanhóis de futebol Cesc Fabregas e Gerard Piqué, conhecido como Fabriqué, os jogadores italianos de futebol Daniele De Rossi e Francesco Totti, conhecido como Torossi, também Fernando Torres e Sergio Ramos chamado de Sernando, também os jogadores franceses Giroud e Debuchy chamado de Girouchy. Além desses, há também Gerlonso, do jogador espanhol Xabi Alonso e o inglês Steven Gerrard, Götzeus, dos jogadores alemães Mario Götze e Marco Reus, e Cris-Kaká, do jogador português Cristiano Ronaldo e o brasileiro Kaká. Também no esporte, temos na Fórmula 1 os pilotos Fernando Alonso e Mark Webber, definidos por Webbonso. Os atores Ben Affleck e Matt Damon, estes últimos descritos como "talvez o bromance pioneiro na história do showbiz", que levou a uma famosa peça de teatro off-Broadway chamada Matt and Ben. Zachary Quinto e Chris Pine, após a filmagem do filme Star Trek em 2009, tornaram-se uma moderna relação bromântica. A amizade íntima entre George Clooney e Brad Pitt é ainda descrita por alguns como "o mais longo e duradouro caso de George" e as tendências bromânticas de Clooney serviram como base para um episódio da série animada American Dad! intitulado "Lágrimas de um Clooney" ("Tears of a Clooney"), onde o personagem Stan Smith se envolve bromanticamente com Clooney como parte de um elaborado plano de vingança. Brody Jenner, apresentado no reality show da MTV The Hills e objeto de discussões por causa de seus relacionamentos bromânticos com os colegas de elenco Justin Bobby e Spencer Pratt, estreou sua própria série na rede, chamada Bromance, em 29 de dezembro de 2008. A série de seis episódios mostra o famoso selecionando entre concorrentes aqueles que se tornarão parte da "comitiva" dele. Também podemos citar dois participantes do reallity show The Glee Project, Cameron Mitchell e Damian McGinty, conhecidos como Dameron (ou Camian) E no show X Fator o bromance Maiden entre os inseparáveis Matt Cardle e Aiden Grimshaw.

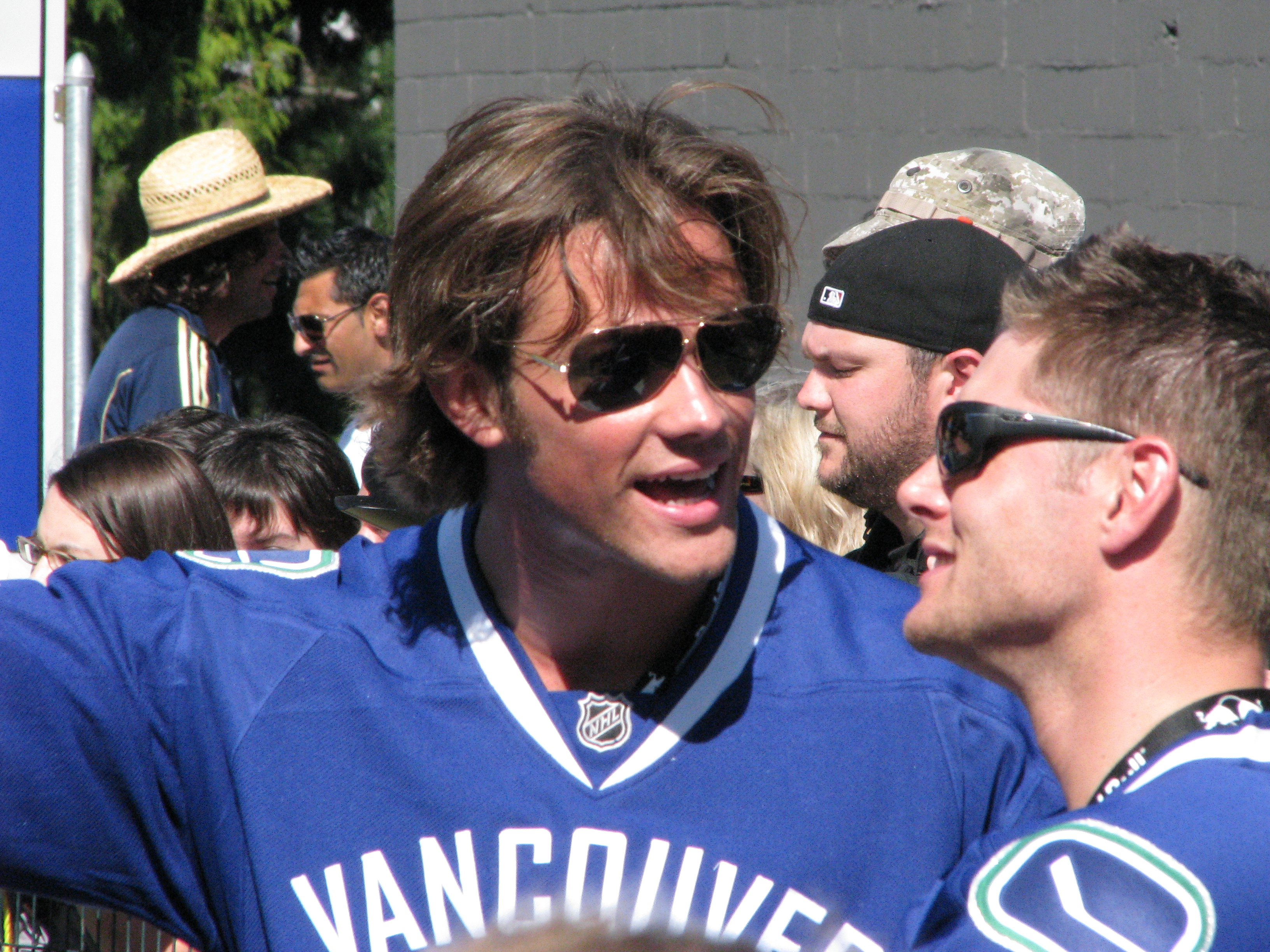
Padackles.

Um bromance que tem feito muito sucesso entre os fãs no Brasil é o chamado Padackles, formado pelos atores Jared Padalecki e Jensen Ackles, protagonistas da série de horror para TV Sobrenatural (Supernatural). O termo nasceu da junção dos seus sobrenomes, mas a dupla também é conhecida como J's, J², J2 e J-squared. Com o avançar das temporadas da série, eles foram morar juntos na mesma casa e cada um diz sobre o outro que jamais teve uma relação com tanta "química" como a que há entre eles.
Outro bromance que repercutiu e deu o que falar foi o que aconteceu entre Andrew Garfield e Jesse Eisenberg. Esse bromance (apelidado de Jewnicorn pelo fato de ambos serem judeus) não era camuflado como muitos; Andrew disse em inúmeras entrevistas que amava Jesse e que estava apaixonado por ele. Eles se conheceram quando fizeram Mark Zuckerberg e Eduardo Saverin (que as fãs também amam o bromance de mesmo nome Jewnicorn, apesar da briga dos dois) no filme A Rede Social. Mesmo depois do filme os dois mantiveram contato. Um psicólogo verdadeiro chegou a estudar o relacionamento dos dois e dizer que em algum momento eles realmente se apaixonaram.
Bromances também se tornaram mais comuns na televisão, com alguns críticos traçando suas origens em alguns programas, como The Odd Couple. Em outubro de 2008, a revista TV Guide colocou Gregory House (Hugh Laurie) e James Wilson (Robert Sean Leonard) na capa, sob o título "Não é Bromântico?" ("Isn't It Bromantic?"). Outros programas, como Scrubs e Drake & Josh, também tiveram protagonistas em sérios relacionamentos bromânticos; no primeiro, há uma canção para o "amor entre caras" entre o personagem principal e o seu melhor amigo, dizendo: "Não há nada de gay nisso em nossos olhos". Aliás, Zach Braff e Donald Faison (que interpretam J.D. e Turk, respectivamente), são amigos muito íntimos na vida real.
Muitos bromances também acontecem em bandas, e um dos exemplos mais antigos e mais conhecidos, é Frerard (junção de Frank Iero e Gerard Way, guitarrista e vocalista da banda My Chemical Romance, respectivamente). A "relação" deles envolvia muito esfrega-esfrega, lambidas, até mesmo agressões físicas e logo depois pequenos beijos trocados no palco durante os shows. Fora dos palcos, também pode ser encontradas declarações, indiretas, abraços íntimos e demonstrações explícitas de carinho em entrevistas (na qual destaca-se uma em que, por falta de cadeiras suficientes, Frank não somente passa a entrevista inteira sentado no colo de Gerard, como também abraçado ao mesmo e o acariciando). O relacionamento deles pode até ser encontrado em algumas músicas da própria banda, como se encontram em destaque I'm Not Okay (I Promise) (onde no clipe, Frank beija Gerard na bochecha na parte em que canta "trust me") e You Know What They Do To Guys Like Us In Prison (uma música explícita sobre relacionamentos homossexuais). Geralmente, é nessas músicas que acontecem a maior parte dos "momentos Frerard". Muitos vídeos sobre tais momentos podem ser encontrados no primeiro DVD da banda, Life on the Murder Scene. Esse bromance durou aproximadamente 5 anos, antes de ambos os integrantes se casarem com suas namoradas e terem seus filhos. Gerard Way também teve um bromance com Bert McCracken, vocalista da banda The Used; em uma entrevista com os dois cantores houve abraços, caricias, olhares, incinuações e indiretas, e também já houve um pequeno beijo entre os dois. Alguns bromances também acontecem em bandas teens, como Jonas Brothers, em que Joe Jonas e seu irmão Nick Jonas são melhores amigos.

Larry Stylinson do grupo One Direction.

A indústria pop coreana envolve o bromance entre membros de grupos ídolos masculinos. Fãs emparelham os seus favoritos em "OTP's" (um emparelhamento verdadeiro), que por sua vez reforçam os pares agindo bonito e fraternal uns com os outros na televisão. Os nomes de tais pares bromanticos são contratados a partir dos nomes artísticos originais dos membros, por exemplo, G-Dragon-Seungri OTP é comumente referido como "GRI". No boy group Shinee, existem vários bromances, sendo os mais populares: JongKey (formado por Jonghyun e Key) e 2min (junção de Taemin e Minho). Infinite é um dos grupos com maior interação entres os membros sendo "MyungYeol" o um dos mais conhecidos.
Na Banda 5 Seconds Of Summer também há vários bromances, o mais conhecido é Lashton (junção de Luke Hemmings e Ashton Irwin), Cashton (junção de Calum Hood e Ashton Irwin) e também Muke (junção de Michael Clifford e Luke Hemmings). Outro bom exemplo é a banda britânica One Direction, em que existem muitos bromances entre os seus intregantes, onde alguns deles (talvez os mais 'fortes') são: Larry Stylinson, que uma parte dos fãs acham que é um romance e a outra parte acha que não. Mesmo que ambos já tinham "negado" que há algo além de amizade entre eles, todas as circunstâncias apontam para o contrário. Temos como exemplo tatuagens combinatórias, momentos que dão a impressão de possível intimidade, letras de músicas alteradas em shows e até declarações públicas como "my first real crush was Louis Tomlinson" e "Always i'm my heart, Harry Styles. Your sincerely, Louis" (tweetado na conta de Louis Tomlinson no Twitter em dois de outubro de dois mil e onze após Styles ter comentado sobre um tweet de uma fã sobre o relacionamento de Tomlinson com Eleanor). (junção de Louis Tomlinson com Harry Styles), Ziam Mayne (Zayn Malik e Liam Payne), Narry Storan (junção de Niall Horan com Harry Styles, que vem se intensificando ultimamente), entre outros.

Na ficção, os outrora chamados filmes de camaradas têm sido estigmatizados como filmes de bromance, embora os críticos ainda façam uma distinção entre os dois tipos, lembrando que em um filme de camaradas ambos os companheiros tendem a ser explicitamente mais violentos, sendo os atuais personagens de bromance mais abertos quanto ao conteúdo homossexual latente. A interseção entre os filmes de camaradas e o que viria a ser chamado de filme de bromance foi identificada pelo menos no início do ano de 1978, quando a National Lampoon (uma produtora que comedia filmes e programas da TV) publicou uma paródia com o filme de camaradas com a temática do futebol Semi-Tough ("Meio Durão"), que o renomeou como "Semi-Sweet" ("Meio Doce"), e ainda com uma ilustração dos astros Burt Reynolds e Kris Kristofferson de mãos dadas. O filme I Love You, Man ("Eu Te Amo, Cara") mostra Paul Rudd como um noivo heterossexual tentando encontrar um padrinho de casamento e melhor amigo antes de seu casamento, e Jason Segel como seu parceiro bromântico.
Embora os romances de J. R. R. Tolkien sejam anteriores ao que pode ser formalmente chamado de "bromance", a descrição das relações entre Frodo Bolseiro e Samwise Gamgee e Meriadoc Brandybuck e Peregrin Took na trilogia O Senhor dos Anéis pode caracterizá-las como bromances.
Na série literária Aubrey-Maturin, Jack Aubrey e seu amigo particular Stephen Maturin desenvolvem um bromance a partir de uma amizade inicial, uma relação íntima em que um ama o outro, muitas vezes se referindo entre si como "irmãos". Os dois homens heterossexuais coabitam como solteiros e também quando estão no mar. Eles vão se casar com um par de primas, mas geralmente preferem gastar muito do seu tempo de folga juntos.
Politicamente, a relação entre Bill Clinton e Al Gore tem sido caracterizada como um precursora do bromance. A relação entre George W. Bush e o ex-secretário de imprensa Scott McClellan, como consta no livro de McClellan What Happened ("O Que Aconteceu"), foi chamada por um crítico de "o conto de um longo e falido bromance". Os premiers de Ontário e Quebec (as duas principais províncias do Canadá), Dalton McGuinty e Jean Charest, estiveram envolvidos no que tem sido descrito como um "crescente bromance".
Embora o termo alega que tenha sido geralmente aplicado às relações heterossexuais, relações mistas gay-hetero também são apelidadas de bromances. Exemplos bem conhecidos de bromances gay-hetero (por vezes apelidado de "homomances" ou "hobromances") incluem Ronnie Kroell e Ben DiChiara do reality series da Bravo chamado Make Me a Supermodel, em que a parceria foi apelidada de "Bronnie" (similar aos apelidos de casais de celebridades como Bennifer Ben Affleck e Jennifer Lopez e TomKat Tom Cruise e Katie Holmes), o relacionamento entre Charlie Herschel e Lehman Marcus de Survivor: Gabon, e Kris Allen e Adam Lambert da oitava temporada de American Idol, que recebeu o nome "Kradam".